# Veslování na Letních olympijských hrách 1960
Veslování na Letních olympijských hrách 1960 v Římě.

## Medailisté

### Muži
| Disciplína              | Zlato | Stříbro | Bronz |
| Skif                    | Vjačeslav Ivanov · Sovětský svaz (URS) | Achim Hill · Tým sjednoceného Německa (EUA) | Teodor Kocerka · Polsko (POL) |
| Dvojskif                | Československo (TCH) · Václav Kozák · Pavel Schmidt | Sovětský svaz (URS) · Alexandr Berkutov · Jurij Ťukalov                                                                                                   | Švýcarsko (SUI) · Ernst Hürlimann · Rolf Larcher |
| Dvojka bez kormidelníka | Sovětský svaz (URS) · Valentin Borejko · Oleg Golovanov | Rakousko (AUT) · Alfred Sageder · Josef Kloimstein | Finsko (FIN) · Veli Lehtelä · Toimi Pitkänen |
| Dvojka s kormidelníkem  | Tým sjednoceného Německa (EUA) · Bernhard Knubel · Karl Renneberg · Klaus Zerta | Sovětský svaz (URS) · Antanas Bagdonavičius · Zigmas Jukna · Igor Rudakov                                                                                 | Spojené státy americké (USA) · Richard Draeger · Conn Findlay · Kent Mitchell                                                                                       |
| Čtyřka bez kormidelníka | Spojené státy americké (USA) · Arthur Ayrault · Ted Nash · John Sayre · Rusty Wailes | Itálie (ITA) · Tullio Baraglia · Renato Bosatta · Giancarlo Crosta · Giuseppe Galante                                                                     | Sovětský svaz (URS) · Igor Achremčik · Jurij Bachurov · Valentin Morkovkin · Anatolij Tarabrin                                                                      |
| Čtyřka s kormidelníkem  | Tým sjednoceného Německa (EUA) · Gerd Cintl · Horst Effertz · Klaus Riekemann · Jürgen Litz · Michael Obst                                                                                 | Francie (FRA) · Robert Dumontois · Claude Martin · Jacques Morel · Guy Nosbaum · Jean Klein                                                               | Itálie (ITA) · Fulvio Balatti · Romano Sgheiz · Franco Trincavelli · Giovanni Zucchi · Ivo Stefanoni                                                                |
| Osmiveslice             | Tým sjednoceného Německa (EUA) · Manfred Rulffs · Walter Schröder · Frank Schepke · Kraft Schepke · Karl-Heinrich von Groddeck · Karl-Heinz Hopp · Klaus Bittner · Hans Lenk · Willi Padge | Kanada (CAN) · Donald Arnold · Walter D'Hondt · Nelson Kuhn · John Lecky · Lorne Loomer · Archibald MacKinnon · Bill McKerlich · Glen Mervyn · Sohen Biln | Československo (TCH) · Bohumil Janoušek · Jan Jindra · Jiří Lundák · Stanislav Lusk · Václav Pavkovič · Luděk Pojezný · Jan Švéda · Josef Věntus · Miroslav Koníček |

## Přehled medailí
| Pořadí | Země                           | Zlato | Stříbro | Bronz | Celkově |
| ------ | ------------------------------ | ----- | ------- | ----- | ------- |
| 1      | Tým sjednoceného Německa (EUA) | 3     | 1       | 0     | 4       |
| 2      | Sovětský svaz (URS)            | 2     | 2       | 1     | 5       |
| 3      | Spojené státy americké (USA)   | 1     | 0       | 1     | 2       |
| 3      | Československo (TCH)           | 1     | 0       | 1     | 2       |
| 5      | Itálie (ITA)                   | 0     | 1       | 1     | 2       |
| 6      | Rakousko (AUT)                 | 0     | 1       | 0     | 1       |
| 6      | Francie (FRA)                  | 0     | 1       | 0     | 1       |
| 6      | Kanada (CAN)                   | 0     | 1       | 0     | 1       |
| 9      | Polsko (POL)                   | 0     | 0       | 1     | 1       |
| 9      | Švýcarsko (SUI)                | 0     | 0       | 1     | 1       |
| 9      | Finsko (FIN)                   | 0     | 0       | 1     | 1       |
| Celkem | Celkem                         | 7     | 7       | 7     | 21      |